# Погрешно скретање 2: Ћорсокак
Погрешно скретање 2: Ћорсокак (енгл. Wrong Turn 2: Dead End) је амерички слешер хорор филм из 2007. године, који је режирао Џо Линч. У главним улогама су Eрикa Лaрсeн, Хeнри Рoлинс и Teксас Бетл. Буџет је износио 4 милиона америчких долара. Други је филм у франшизи Погрешно скретање и наставак је филма Погрешно скретање (2003).
Иако према платформи IMDb филм није најбоље оцењен у франшизи, сајт Rotten Tomatoes га је оценио веома позитивно, као и публика и критичари.

## Радња
Учесница ријалитија Кимберли вози се кроз Западну Вирџинију тражећи место ријалитија. Током вожње, случајно је ударила човека. Она застаје како би му помогла, али се испоставило да је канибал. Он јој је одгризао усне. Покушава да побегне, али наилази на Тропрстог, који је секиром пререже на пола пре него што он и други канибал одвуку њено тело. Након тога канибали крећу да тероришу друге учеснике ријалитија.
После напетих јурњава и убистава Нина и Џејк улазе у млин и проналазе гаражу са возилима украденим од претходних жртава. Налазе камион, Џејк улази у њега. Нина покушава да оде, али је канибали ухвате. Следећег дана, док су њих двојица таоци, Дејл се ушуња у комплекс како би одвратио пажњу канибалској породици која је вечерала и успева да убије брата и сестру штапом динамита причвршћеним за стрелу. Ослобађа Нину и Џејка, али га убијају мама и тата канибали, разјарени смрћу своје деце. Нина успешно успева да побегне, али Џејк залута у просторију опремљену секачем дрвета, где га нападну. Нина се враћа у млин и убија њих двоје. Нина и Џејк проналазе напуштени спортски аутомобил и одвозе се.
Последња сцена приказује преживелог Тропрстог који држи новорођену бебу канибала и како је храни људским прстом као и отпадном водом.